# Ulysse Malassagne
Ulysse Malassagne, né en 1989 à Aurillac, est un auteur de bande dessinée, animateur, scénariste, réalisateur et producteur français.

## Biographie
Ulysse Malassagne est né à Aurillac, dans le Cantal en 1989. Fils d'un père comédien de théâtre et d'une mère artiste peintre, il a également deux frères plus jeunes. Enfant, il s'intéresse très vite à l'héroïc fantasy et apprécie notamment grandement Hayao Miyazaki et le comics Bone, entre autres qui nourrissent assez vite son style de départ. Après avoir suivi ses études secondaires à partir de la 4ème au collège pionnier de la Maronne à Saint-Martin Valmeroux, il rentre plus tard au lycée Saint-Géraud (Bac STI Arts appliqués). En 2007, il part vivre à Paris pour étudier le cinéma d'animation à l'école des Gobelins. Il y réalise son film de fin d'études Le Royaume en 2010.
Il commence sa carrière dans la bande dessinée sur Tchô ! Magazine pour lequel la maison d'édition Glénat lui commande régulièrement des planches. En 2013, Ulysse a publié ses deux premiers albums de bande dessinée. Le premier étant Jade, un album d'aventures dans le style de Spirou et Tintin aux éditions Glénat. Ensuite, il publiera le premier tome de la série de bande dessinée Kairos aux éditions Ankama, une série inspirée des mangas japonais et de l'héroïc fantasy, poursuivie jusqu'en 2015 et traduite en anglais, espagnol, et italien. Il travaille parallèlement en tant qu'animateur sur des projets comme Ernest et Célestine, un long métrage de Stéphane Aubier, Vincent Patar et Benjamin Renner sorti en 2012.
En 2014, Ulysse Malassagne a co-fondé le Studio La Cachette avec Oussama Bouacheria et Julien Chheng. Il réalise alors le premier projet du Studio La Cachette, un trailer promotionnel pour un pilote adapté de l'univers de Kairos. Il travaille ensuite sur différents projets au sein du studio, notamment en tant qu'animateur sur le long métrage Mune : Le Gardien de la Lune en 2014 et en tant que directeur d'animation en 2018 sur Sucker of Souls, un court métrage animé de l'omnibus Love, Death & Robots.
De 2016 à 2018, il publie la série de bande dessinée Le Collège Noir, commandée par le magazine Geo Ado. En 2022, cette même série est adaptée en une série animée : Le Collège Noir Complainte d'Auvergne, co-produite par ADN, Toei Animation et Studio La Cachette dont Ulysse Malassagne est lui-même le réalisateur.

## Filmographie
- 2013 : Kairos (développement Visuel, trailer)
- 2023 : Le Collège noir complainte d'Auvergne (série)

## Bandes dessinées

### Séries
- Kairos, éd. Ankama

1. Kairos Tome 1, 2013
2. Kairos Tome 2, 2013
3. Kairos Tome 3, 2015

- Le Collège noir, éd. Milan collection « Grafiteen »

1. Le Collège noir, Tome 01 : Le livre de la Lune, 2016
2. Le Collège noir, Tome 02 : Le livre de la pierre, 2017
3. Le Collège noir, Tome 03 : Le livre de la neige, 2019

### Albums individuels
- 2013 : Jade, éd. Glénat
- 2014 : Kokekokko !, éd. Issekinicho
- 2020 : Les carnets d’Ulysse, Baribal Editions

## Distinctions

### Bande dessinée
2018 : Prix des Collèges au festival d'Angoulême pour Le collège noir, Tome 01: Le livre de la Lune